# Nicolaus von Braun
Nicolaus von Braun, född 1640 (?) i Pommern, död 1718 i Malmö var stadsmajor i Malmö 1705–1710. Han kom till Sverige 1669 och blev sannolikt introducerad vid hovet i Stockholm av sin släkting Nicodemus Tessin d.ä. Han tjänstgjorde vid Riksänkedrottningens livregemente till häst från och med 1673, vid Bergsregementet från och med 1677, och deltog bland annat vid det blodiga slaget vid Lund 1676, då han blev svårt skadad. Under åren 1695–1697/1698 hade han värvning som officer bland annat hos den engelske kungen Vilhelm III.
von Braun var regementskvartermästare vid Garnisonsregementet i Malmö när han 1705 utnämndes till stadsmajor på rekommendation av guvernören Carl Gustaf Rehnskiöld och sin regementschef Axel Faltzburg. Att även den sistnämnde tillhörde en pommersk adelssläkt och vid samma tid som von Braun vistats vid hovet i Stockholm, var säkert av betydelse för utnämningen.
Som stadsmajor var von Braun chef för stadens ordningspolis, stadsvakten, som bestod av en stadsvaktmästare och ett antal väktare. De skulle övervaka att gällande öppettider för krogar och handelsbodar följdes, hindra bråk och oroligheter på gator och torg samt kontrollera att brandskyddet och de sanitära förhållandena var godtagbara. Stadsmajoren hade även ansvar för att stadens jordvallar och bröstverk underhölls och att borgerskapet utförde sina dagsverken i enlighet med 1669 års Kungl. förordning. Han hade även ansvar för de cirka 50 polska och ryska fångar som var inkvarterade i staden, och som skulle sättas i arbete.
von Braun drabbades hårt av den karolinska statens bristande förmåga att betala ut löner, och lämnade 1710 sin tjänst på grund av ålderdomssvaghet. 1717 måste han sälja sin gård i Malmö och året efter avled han utblottad.